# 军山站
军山站位于江西省九江市永修县垦殖场，是京九铁路的一座火车站，等级为四等站，距北京西站1388公里，距常平站927公里，本站及相邻上下行区间均为电气化区段。车站建于1990年，现只办理货运，不办理客运业务。